# Monastère de Tuman
Le monastère de Tuman (en serbe cyrillique : Манастир Туман  ; en serbe latin : Manastir Tuman) est un monastère orthodoxe serbe situé près de Golubac, dans l'éparchie de Braničevo en Serbie.

## Localisation
Le monastère de Tuman est situé dans la vallée de la Golubac (en serbe : Golubačka dolina), sur les bords mêmes de la rivière, à 12 km de la ville de Golubac.

## Histoire
La tradition associe le monastère de Tuman au souvenir de Miloš Obilić, un des héros de la bataille de Kosovo Polje. Obilić possédait un château près du village de Dvorište. Lors d'une chasse sur ses terres, il blessa involontairement l'ermite Zosime le Sinaïte, qui vivait dans une grotte voisine. Alors que le saint homme était en train de mourir, le soldat lui aurait dit « Tu mani », c'est-à-dire : « Il n'y a pas de remède ». Pour expier sa faute et abriter la dépouille de Zosim, Obilić aurait alors fondé le monastère qui, en souvenir de l'expression Tu mani, aurait pris le nom de Tuman.
Sur le plan historique, on ignore la date exacte de la construction du monastère. Il est mentionné pour la première fois dans un recensement ottoman datant des années 1572-1573 ; ce recensement, qui remonte au temps du sultan Murad III, évoque un monastère « près du village de Tuman ». Dans la seconde moitié du XVIe siècle, un ouvrage connu sous le nom de Répertoire apocryphe de Tuman fut rédigé dans le monastère. Lors de la révolte de la krajina de Koča, en 1788, le monastère de Tuman fut partiellement brûlé par les Ottomans ; il fut restauré en 1797. En 1879, le monastère fut complètement détruit par un tremblement de terre et reconstruit en 1883. 
En 1910, l'église du monastère fut de nouveau détruite et les Guerres des Balkans (1912-1913) ajournèrent la construction d'un nouvel édifice. De fait, l'église actuelle ne fut construite qu'en 1924 ; caractéristique du style serbo-byzantin, elle est dédiée à l'archange Saint Gabriel. En 1934, des moines roumains venus du monastère de Miljkovo vinrent s'établir à Tuman.

## Aujourd'hui
Depuis 1966, le monastère de Tuman est habité par des religieuses. Dans la nef de l'église se trouvent encore les reliques de saint Zosim Sinajit. Autour de l'église se trouvent le grand et le petit bâtiment des moines. On y trouve aussi un ermitage, avec une chapelle dédiée à Zosim Sinajit.